# Hentschelia thalassemae
Hentschelia thalassemae is een soort in de taxonomische indeling van de Myzozoa, een stam van microscopische parasitaire dieren. Het organisme komt uit het geslacht Hentschelia en behoort tot de familie Lecudinidae. Hentschelia thalassemae werd in 1931 ontdekt door Mackinnon & Ray.